# روایت‌های ناتمام
روایت‌های ناتمام فیلمی به کارگردانی  و نویسندگی پوریا آذربایجانی محصول سال ۱۳۸۵ است.